# NGC 2248
NGC 2248 — астеризм в созвездии Близнецы.
Этот объект входит в число перечисленных в оригинальной редакции «Нового общего каталога».
Астеризм состоит из девяти звёзд. Объект был записан в Каталог Маркри. NGC 2248 наблюдался Артуром Ауверсом, который включил астеризм в свой список туманностей и скоплений, которые были открыты не Гершелями.